# Peso cubain convertible
Pour les articles homonymes, voir Peso et CUC.

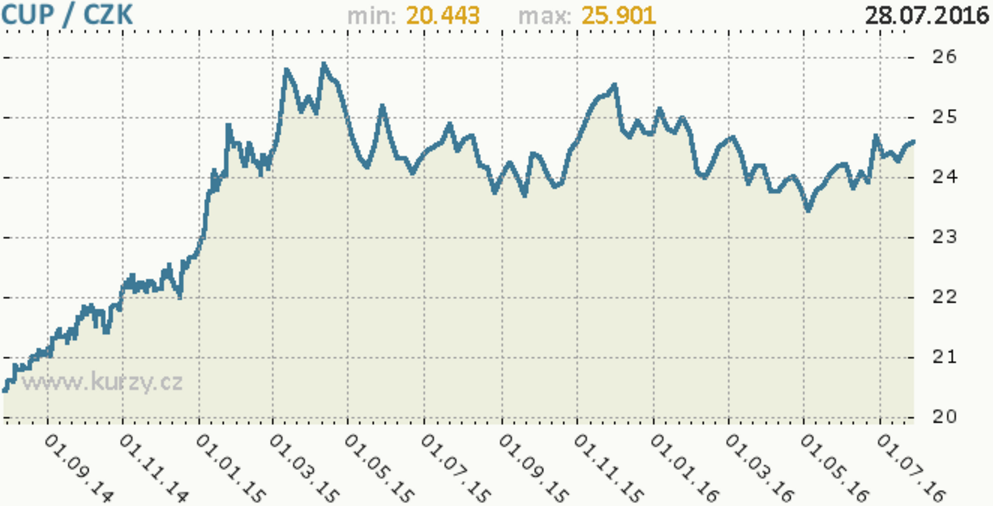

Le peso cubain convertible (code ISO 4217 : CUC, parfois CUC$) était de 1994 à 2020 une des deux monnaies officielles de Cuba, l'autre étant le peso cubain (CUP).

## Présentation
Surnommé chavito lors de son introduction pendant la « période spéciale en temps de paix », il est en circulation (limitée) depuis 1994, sa valeur étant fixée à un dollar américain. À l'initiative de Fidel Castro, le CUC a été adopté comme monnaie officielle de Cuba le 8 novembre 2004, lorsque le dollar américain a cessé d'être accepté sur l'île.
Officiellement, il ne peut être échangé que sur le territoire cubain. En raison de l'embargo économique et financier des États-Unis envers Cuba, le change de dollars est surtaxé de 10 % à la différence de toutes les autres monnaies.
Le CUC est utilisé par les touristes pour payer l'essentiel de leurs dépenses, ainsi le coût de la vie est relativement élevé pour eux.
La monnaie est divisée en pièces de 1, 5, 10, 25, 50 centavos, 1 peso et 5 pesos (la pièce de 1 centavo a été introduite en 2000, et celle de 5 pesos est très rare). Les billets en circulation sont de 1, 3, 5, 10, 20, 50 et 100 pesos convertibles.
En mars 2011, il est dévalué de 8 % ainsi il est aligné à parité sur le dollar américain, comme en 1994. Pour l'économiste dissident Oscar Espinosa Chepe, la dévaluation est « une mesure réaliste et positive [.] Ce qui n'aurait jamais dû se produire, c'est sa réévaluation en 2005 ».
Le 22 octobre 2013, le président Raúl Castro a annoncé le début du processus qui mettra un terme aux deux monnaies qui circulent depuis 19 ans sur l'île, Cuba étant le seul pays au monde à émettre deux monnaies. En 2017, devant les difficultés pratiques de cette abolition, celle-ci n'est pas effective.
En décembre 2020, le président Miguel Díaz-Canel annonce la suppression définitive du peso convertible au profit du peso cubain pour le 1er janvier 2021. Cette réforme monétaire qui met fin au taux fixe d'un dollar pour un peso provoque une flambée de l'inflation. Ainsi, en 2023, un kilo de lait en poudre coûte environ 50 % d'un salaire.

## Conséquences
Avec cette double monnaie, deux économies parallèles se sont développées. D'une part, les fonctionnaires, l'essentiel du système économique cubain, sont payés en peso local. C'est le cas pour les salaires, mais aussi pour les retraites. D'autre part avec le peso convertible, qui permet de rétribuer les professionnels du tourisme, les indépendants, ceux qui travaillent dans des entreprises aux capitaux étrangers et surtout ceux qui reçoivent de l'argent de leur famille exilée à l'étranger.
Or le CUC ayant une meilleure valeur, en particulier parce qu'il est nécessaire pour acheter les produits d'importation, un employé de café peut être bien mieux payé qu'un médecin grâce aux pourboires en CUC. Un Cubain gagnait en moyenne  seulement 19 dollars par mois en 2012.